# Махура
Махура (груз. მახურა) — село в Грузии, на территории Цагерского муниципалитета края (мхаре) Рача-Лечхуми и Нижняя Сванетия.

## География
Село находится в северной части Грузии, на правом берегу реки Цхенисцкали, на расстоянии приблизительно 15 километров (по прямой) к юго-западу от города Цагери, административного центра муниципалитета. Абсолютная высота — 689 метров над уровнем моря.

## Население
По результатам официальной переписи населения 2014 года, в Махуре проживало 47 человек (24 мужчины и 23 женщины). В национальной структуре населения грузины составляли 100 %.
| Год  | Население, человек |
| ---- | ------------------ |
| 2002 | 109                |
| 2014 | ↘ 47               |